# Daniel Ellensohn
Daniel Ellensohn (Città del Capo, 9 agosto 1985) è un ex calciatore neozelandese, di ruolo attaccante.

## Carriera

### Nazionale
Esordisce con la nazionale neozelandese il 17 novembre 2007 contro Vanuatu.